# Pryor-Gletscher
Der Pryor-Gletscher ist ein rund 50 km langer Gletscher an der Oates-Küste des ostantarktischen Viktorialands. Er fließt in nordöstlicher Richtung zwischen den Wilson Hills und den Usarp Mountains und mündet nördlich des Mount Shields am Yermak Point in die Rennick Bay. 
Der United States Geological Survey kartierte ihn anhand eigener Vermessungen und Luftaufnahmen der United States Navy aus den Jahren von 1960 bis 1962. Das Advisory Committee on Antarctic Names benannte ihn im Jahr 1964 nach dem US-amerikanischen Biologen Madison E. Pryor (1928–2014), wissenschaftlicher Leiter der McMurdo-Station im Jahr 1959 und Austauschwissenschaftler auf der sowjetischen Mirny-Station im Jahr 1962.